# رود توریش
رود توریش (انگلیسی: Turysh) یک رودخانه در استان سوردلوفسک کشور روسیه است.